# مالتاز
مالتاز (انگلیسی: Maltase) آنزیمی از گروه گلیکوزید هیدرولاز هستند که باعث تجزیه دی‌ساکارید مالتوز به دو مولکول گلوکز می‌شود. آنزیم مالتاز یک یک آلفاگلوکوزیداز است.

مالتوز